# Подгорное (Закарпатская область)
Подгорное (укр. Підгірне) — село в Иршавской общине Хустского района Закарпатской области Украины.
Население по переписи 2001 года составляло 1057 человек. Почтовый индекс — 90110. Телефонный код — 3144. Занимает площадь 1259 км². Код КОАТУУ — 2121987204.

## история
В 1946 году указом ПВС УССР село Валашское переименовано в Подгорное.